# Cangahua
Cangahua ist eine Ortschaft und eine Parroquia rural („ländliches Kirchspiel“) im Kanton Cayambe der ecuadorianischen Provinz Pichincha. Die Parroquia Cangahua besitzt eine Fläche von 332,4 km². Die Einwohnerzahl lag im Jahr 2010 bei 16.231.

## Lage
Die Parroquia Cangahua liegt in der Cordillera Real im nördlichen Osten der Provinz Pichincha. Entlang der südlichen Verwaltungsgrenze erheben sich mehrere 4000 m hohe Berge. Dort verläuft abschnittsweise die kontinentale Wasserscheide. 20 km weiter östlich erhebt sich der Vulkan Cayambe. Das Areal wird über den Río Guachalá, Oberlauf des Río Pisque, nach Norden entwässert. Der etwa 3160 m hoch gelegene Hauptort befindet sich etwa 11 km südsüdwestlich vom Kantonshauptort Cayambe. Die Fernstraße E35 (Latacunga–Ibarra) führt 6 km nördlich an Cangahua vorbei.
Die Parroquia Cangahua grenzt im Osten an das Municipio von Cayambe, im Südosten an die Provinz Napo mit der Parroquia Oyacachi (Kanton El Chaco), im Südwesten an die Parroquia El Quinche (Kanton Quito), im Westen an die Parroquias Ascázubi, Santa Rosa de Cuzubamba und Otón sowie im Norden an die Parroquia Tabacundo (Kanton Pedro Moncayo).

## Geschichte
Die Parroquia Cangahua wurde am 29. Oktober 1970 gegründet.